# Heinkel He 113
Heinkel He 113 — вигаданий німецький винищувач часів Другої світової війни, винайдений для пропаганди та дезінформації.

## Розвиток
1940 року нацистський міністр пропаганди Йозеф Геббельс оприлюднив факт надходження на озброєння Люфтваффе нового винищувача. План передбачав фотографування Heinkel He 100 D-1 на різних авіабазах по всій Німеччині, кожного разу з новою фарбою для різних вигаданих груп винищувачів. Знімки потім були опубліковані в пресі під назвою He 113, який іноді називався нічним винищувачем (попри відсутність навіть посадкового ліхтаря).
Літак також з'явився в серії фотографій «зйомки в бойових діях» в різних журналах, таких як Der Adler, включно з заявами про те, що він зарекомендував себе в боях у Данії та Норвегії. Одне джерело стверджує, що літаки були надані в оренду єдиному штабу Люфтваффе в Норвегії, але це може бути випадок тієї ж дезінформації, яка діяла багато років потому.

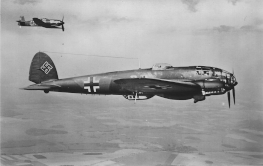
Heinkel He 111 у супроводі He 113 на фото листівки

Навіть сьогодні незрозуміло, на кого ця спроба мала справити враження — на іноземні військово-повітряні сили чи громадськість Німеччини — але, здається, це був успішний обман. Британська розвідка представила цей літак у звіті AIR 40/237 про Люфтваффе, який був завершений у 1940 році. Там максимальна швидкість була вказана як 628 км/год. Там також зазначено, що крило було 15,5 м² і зазначалося, що літак був у виробництві.

## «Збиття»
Попри те, що літак не існував, його неодноразово «збивали» у рапортах радянські винищувачі:
1. Лейтенант С. Д. Байков з 34-го ІАП на МіГ-3 у повітряному бою 14 листопада 1941 року прийняв бій з «чотирма винищувачами Хе-113», з яких два збив[1].
2. Лейтенанту Ф. Д. Межуєву на ЛаГГ-3 із 168-го ІАП 10-й САД вдалося «двома РС збити „Хейнкель-113“»[2].
3. У рапорті про загибель бомбардувальника Ер-2 капітана М. А. Брусніцина з 748-го ДБП у листопаді 1941 року було зазначено, що літак був атакований винищувачами Ме-109 і Хе-113 [3].
4. З-поміж 64 знищених зенітною артилерією в грудні 1941 року при обороні Москви вдалося ідентифікувати 59, і 2 з них віднесли до He-113 [4].

- Навіть у повоєнних мемуарах льотчика П. М. Стефановського згадуються «Хе-113, що брали участь у бойових діях»[5].